# Absolutyzm władzy
Absolutyzm polityczny – pogląd z dziedziny myśli politycznej, według którego jest dobrze uzasadnione, by władza przysługująca jednemu człowiekowi lub grupie ludzi sprawujących ją w państwie przysługiwała im bez ograniczeń, przy czym ma się na myśli ograniczenia prawne, a czasem nawet moralne.
Władzę absolutną można sprawować w ramach rozmaitych ustrojów i nie jest ona ograniczona tylko do monarchii absolutnej. Absolutyzm władzy polega nie tyle na formalnej stronie ustroju, lecz na tym kto w rzeczywistości sprawuje władzę i czy osoba lub grupa ją sprawująca jest ograniczona prawnie, np. przez konstytucję, czy też stoi całkowicie ponad prawem.

## Formy absolutyzmu władzy
- absolutyzm klasyczny
- monarchia absolutna
- absolutyzm oświecony
- samodzierżawie
- dyktatura
- autokracja